# Norbert Faustenhammer
Norbert Faustenhammer (* 13. Mai 1937 in Wien) ist ein österreichischer Jurist und Diplomat.

## Leben
Norbert Faustenhammer erwarb das Doktorat der Rechtswissenschaften der Universität Wien. Anschließend begann er eine Verwaltungskarriere im Bundesministerium für Wirtschaft. Von 1974 bis 1982 war er Gesandter Österreichs bei der Europäischen Freihandelsorganisation EFTA in Genf, von 1982 bis 1987 Stellvertretender Generalsekretär der EFTA. Von 1987 bis 2002 war er Gesandter Österreichs bei der Welthandelsorganisation WTO, der UNO-Wirtschaftskommission für Europa UNECE und zahlreichen weiteren internationalen Fachorganisationen in Genf.
Faustenhammer gestaltete maßgeblich den Aufbau von Handelsbeziehungen der EFTA zu den osteuropäischen Staaten vor dem Fall des Kommunismus mit und war einer der Wegbereiter für den Europäischen Wirtschaftsraum und den Beitritt Österreichs zur Europäischen Union. Als Gesandter Österreichs bei der WTO wirkte er an zahlreichen Verhandlungen zur Liberalisierung des Welthandels mit, die in der Millennium-Round gipfelten. Faustenhammer ist Träger des Großen Silbernen Ehrenzeichens der Republik Österreich.
| Personendaten    | Personendaten                        |
| ---------------- | ------------------------------------ |
| NAME             | Faustenhammer, Norbert               |
| ALTERNATIVNAMEN  | Faustenhammer, Norbert Anton         |
| KURZBESCHREIBUNG | österreichischer Jurist und Diplomat |
| GEBURTSDATUM     | 13. Mai 1937                         |
| GEBURTSORT       | Wien                                 |